# Олександра (герцогиня Файф)
Принцеса Олександра, 2-а герцогиня Файф (англ. Princess Alexandra, 2nd Duchess of Fife, при народженні леді Олександра Вікторія Альберта Едвіна Луїза Дафф ,англ. Lady Alexandra Victoria Alberta Edwina Louise Duff; 17 травня 1891 — 26 лютого 1959) — член британської королівської сім'ї, онука короля Едуарда VII.

## Життєпис

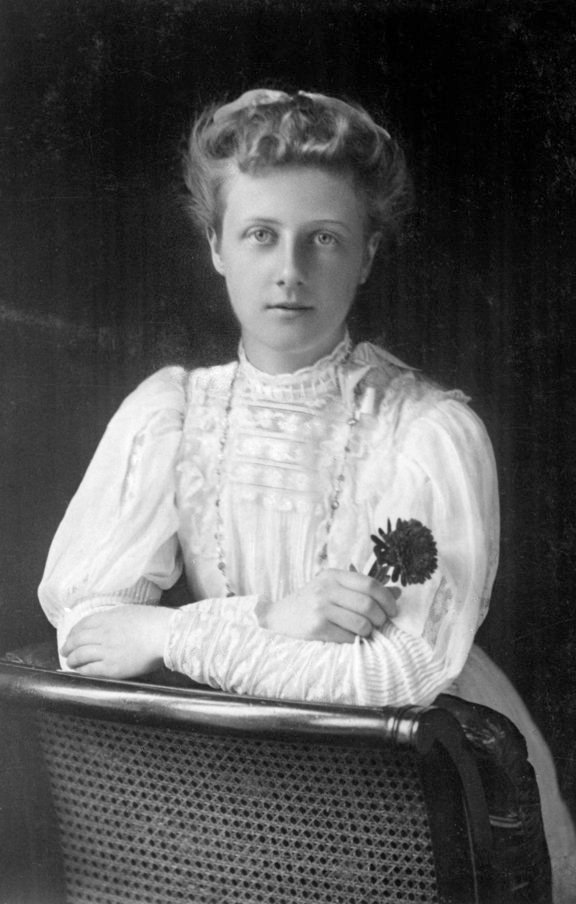
Принцеса Олександра Файфа.

Олександра народилася 17 травня 1891 року в Ричмонді, Лондон. Її батьком був Олександр Дафф, 1-й герцог Файф (1840—1912), син Джеймса Даффа (1814—1879) та леді Агнес Гей. Як правнучка британського монарха (королеви Вікторії) по жіночій лінії, Олександра не могла мати титул принцеси Великої Британії або Її королівська Вельможність, тому, як донька герцога, вона носила титул леді Олександра Даффа. На момент свого народження вона була п'ятою в лінії спадкування. Разом зі своєю сестрою Олександра була нащадком короля Вільгельма IV та його племінниці королеви Вікторії.
У 1900 році батькові Олександри було надано друге герцогство з тією ж назвою, яке, на відміну від першого, могло бути успадковано його доньками; таким чином Олександра стала спадкоємицею титулу батька.
5 листопада 1905 року король Едуард VII дав свій старшій доньці титул королівської принцеси. Він розпорядився опублікувати в офіційному зверненні, що леді Олександра Дафф та її сестрі леді Мод Дафф присуджується титул Її королівська Вельможність Олександра. Приблизно в 1910 році принцеса Олександра була таємно заручена з принцом Кристофером Грецьким, сином короля Георга I та його дружини Ольги Костянтинівни. Однак батьки нареченого заручини не схвалили, і незабаром вони була розірвана.
12 січня 1912 року помер батько Олександри, 1-й герцог Файф, і згідно з розпорядженням 1900 року вона стала 2-ю герцогинею Файф у своєму праві, пером Сполученого Королівства.

### Весілля
15 жовтня 1913 року в Королівській каплиці Палацу Святого Якова у Лондоні принцеса Олександра вийшла заміж за принца Артура, єдиного сина Артура Вільяма Патрика, герцога Коннаутського та Страхарнського. Подружжя доводилися один одному двоюрідним дядьком і племінницею. Після весілля Олександрі було присуджено титул Її королівська Вельможність принцеса Артур Коннаутська, герцогиня Файф.

### Подальше життя
Під час Першої світової війни принцеса Артур Коннаутська працювала медсестрою у шпиталі Святої Марії в Паддінгтоні. Коли Артур в 1920 роки був призначений генерал-губернатором в Південно-Африканському Союзі, вона супроводжувала його в Преторію, попутно працюючи в лікарнях. Після війни пара повернулася до Англії. У 1914 році у них народився син Аластер Коннаутський, який став у 1942 році після смерті діда герцогом Коннаутським, але помер наступного року.
Принцеса Олександра померла на 68-му році життя у своєму будинку поблизу Прімроуз-Гілл у Лондоні 26 лютого 1959 року. Вона була похована в каплиці Мар-Лодж. Оскільки її єдиний син помер раніше, титул герцога Файф перейшов до її племінника Джеймса Карнегі (1929—2015).

## Нагороди та титули

### Титули
- 17 травня 1891 — 5 листопада 1905 : Леді Олександра Дафф.
- 5 листопада 1905 — 22 січня 1912 : Її Вельможність принцеса Олександра Файф.
- 22 січня 1912 — 15 жовтня 1913 : Її Вельможність принцеса Олександра, герцогиня Файф.
- 15 жовтня 1913 — 26 лютого 1959 : Її королівська Вельможність принцеса Артур Коннаутська, герцогиня Файф[4].

### Нагороди
- Королівський Червоний Хрест (1 клас)
- Орден Святого Іоанна Єрусалимського
- Королівський сімейний орден короля Едварда VII
- Королівський сімейний орден короля Георга V[5]